# CDU/CSU
CDU/CSU, neoficial Partidele Uniunii (germană : Unionsparteien) sau Uniunea este o alianță politică de centru-dreapta, creștin-democrată, formată din două partide politice din Germania, Uniunea Creștin-Democrată și Uniunea Creștin-Socială din Bavaria.
Conform legii electorale federale germane, membrii unui grup parlamentar care au aceleași obiective politice de bază nu trebuie să concureze între ei în niciun stat federal. CSU participă doar la alegerile din Bavaria, în timp ce CDU participă la alegerile din celelalte 15 landuri germane. CSU reflectă, de asemenea, preocupările particulare ale sudului catolic, în mare parte rural. În timp ce cele două partide creștin-democrate sunt descrise în mod obișnuit ca partide surori și au împărtășit un grup parlamentar comun în Bundestag, grupul parlamentar CDU / CSU din Bundestagul german (germană : CDU/CSU-Fraktion im Deutschen Bundestag), încă de la fondarea Republicii Federale Germane în 1949, partidele în sine rămân complet indepedente, cu propria lor conducere și doar anumite probleme sau organizații comune bazate pe vârstă, ceea ce face ca alianța să fie una neoficială. Cu toate acestea, în practică, comitetele partidelor își armonizează deciziile între ele, iar liderul unui partid este de obicei invitat la convențiile de partid ale celuilalt partid.
Ambele partide CDU și CSU sunt membre ale Partidului Popular European și ale Uniunii Democrate Internaționale. Ambele partide au locuri în Grupul Partidului Popular European din Parlamentul European. CDU și CSU au o organizație de tineret comună, Uniunea Tineretului, o organizație comună a elevilor, Uniunea Elevilor din Germania, o organizație comună a studenților, Asociația Studenților Creștin-Democrați și o organizație comună de întreprinderi, Mittelstands- und Wirtschaftsunion.

## Tensiuni
Diferențele dintre CDU și CSU oarecum mai conservatori din punct de vedere social au dus uneori la conflicte în trecut. Aceste tensiuni au culminat în anii 1970, când Helmut Kohl a devenit președinte CDU în 1973, considerat apoi un politician moderat sau chiar progresist și, de asemenea, un dușman personal al președintelui de dreapta de atunci al CSU, Franz Josef Strauss, care ocupase această funcție din 1961.

### Scurta separare din 1976
După ce CDU/CSU a pierdut la limită alegerile federale din Germania de Vest, 1976, care îl văzuse pe Kohl drept candidat pentru postul de cancelar al Germaniei din partea celor două partide, viitorii reprezentanți ai Bundestag ai CSU s-au întâlnit pe 19 noiembrie la o ședință închisă la Wildbad Kreuth într-un complex al Fundației Hanns Seidel, care este fundația educațională a CSU. Cu un scor de 30 pentru, 18 împotrivă, o abținere și un vot invalidat, deputații CSU au decis să se separe de grupul lor comun cu deputații CDU din Bundestag. Această decizie a fost inițiată de liderul CSU Strauss, și el deputat în Bundestag. Motivele oficiale au fost crearea unei opoziții mai eficiente (CDU s-ar apropia de conservatorii moderați, în timp ce CSU s-ar apropia de dreapta) și ar câștiga mai mult timp de dezbatere în parlament.
Ca și lider al partidului, Strauss a anunțat de asemenea că CSU v-a renunța la auto-restricția de a candida doar în Bavaria, și că v-a încuraja înființarea de filiale locale în afara Bavariei, participând la toate viitoarele alegeri federale și de stat germane împotriva CDU pe o platformă net mai conservatoare decât CDU. Strauss a inventat termenul de Vierte Partei (” al patrulea partid”) după CDU, Partidul Social Democrat din Germania (SDP) și Partidul Liber Democrat (FDP). Acest termen a fost înșelător din punct de vedere tehnic, întrucât CSU a fost întotdeauna un partid diferit de CDU, prin urmare patru partide fuseseră deja reprezentate în perioada precedentă a mandatului Bundestag.
În timpul conflictului, au fost fondate Aktionsgemeinschaft Vierte Partei, Bund Freies Deutschland (Berlinul de Vest), Christlich Soziale Wähler Union (Saarland), Deutsche Union (Renania de Nord-Westfalia) și Partei Freier Bürger (Bremen). La 12 decembrie 1976, votul a fost anulat după ce CDU amenințase la rândul său să formeze asociații locale în Bavaria și să candideze la alegerile bavareze împotriva CSU.

### Disputa refugiaților din 2018
În 2018 ministrul Afacerilor Interne, Horst Seehofer, fost ministru-președinte al Bavariei și lider al CSU, s-a opus politicii cancelarei CDU Angela Merkel privind refugiații sirieni din Germania. Seehofer spera să introducă restricții pentru refugiații care intră, mulți dintre aceștia intrând în țară prin Bavaria. Poziția sa a fost văzută ca fiind parțial motivată de Alegerile de stat bavareze din 2018, în care se temea că partidul de extremă dreapta Alternativa pentru Germania v-a câștiga. Disputa a amenințat că va dărâma Guvernul Merkel, care se baza pe CSU pentru majoritatea sa parlamentară, deoarece Seehofer și-a dat demisia la 2 iulie, dar el a anulat-o deja o zi mai târziu, după un acord asupra problemei dintre partidele coaliției (CDU, CSU și SPD) care au fost rezolvate.

## Istorie electorală

### Parlamentul federal (Bundestag)
| Election | Candidat pentru postul de Cancelar | Candidat pentru postul de Cancelar | CDU            | CDU            | CDU             | CDU             | CSU            | CSU            | CSU             | CSU             | CDU/CSU   | CDU/CSU   | CDU/CSU  | Guvern   |
| Election | Candidat pentru postul de Cancelar | Candidat pentru postul de Cancelar | Circumscripție | Circumscripție | Listă de partid | Listă de partid | Circumscripție | Circumscripție | Listă de partid | Listă de partid | %         | Locuri    | +/–      | Guvern   |
| Election | Candidat pentru postul de Cancelar | Candidat pentru postul de Cancelar | Voturi         | %              | Voturi          | %               | Voturi         | %              | Voturi          | %               | %         | Locuri    | +/–      | Guvern   |
| -------- | ---------------------------------- | ---------------------------------- | -------------- | -------------- | --------------- | --------------- | -------------- | -------------- | --------------- | --------------- | --------- | --------- | -------- | -------- |
| 1949     |                                    | Konrad Adenauer (CDU)              |                |                | 5,978,636       | 25.2 (#1)       |                |                | 1,380,448       | 5.8 (#4)        | 31.0      | 139 / 402 |          | Coaliție |
| 1953     | 9,577,659                          | Konrad Adenauer (CDU)              | 34.8 (#1)      | 10,016,594     | 36.4 (#1)       | 2,450,286       | 8.9 (#4)       | 2,427,387      | 8.8 (#4)        | 45.2            | 249 / 509 | ▲ 90      | Coaliție |          |
| 1957     | 11,975,400                         | Konrad Adenauer (CDU)              | 39.7 (#1)      | 11,875,339     | 39.7 (#1)       | 3,186,150       | 10.6 (#3)      | 3,133,060      | 10.5 (#3)       | 50.2            | 277 / 519 | ▲ 28      | Coaliție |          |
| 1961     | 11,622,995                         | Konrad Adenauer (CDU)              | 36.3 (#2)      | 11,283,901     | 35.8 (#2)       | 3,104,742       | 9.7 (#4)       | 3,014,471      | 9.6 (#4)        | 45.4            | 251 / 521 | ▼ 26      | Coaliție |          |
| 1965     | Ludwig Erhard (CDU)                | 12,631,319                         | 38.9 (#2)      | 12,387,562     | 38.0 (#2)       | 3,204,648       | 9.9 (#3)       | 3,136,506      | 9.6 (#3)        | 47.6            | 251 / 518 | ▬ 0       | Coaliție |          |
| 1969     | Kurt Georg Kiesinger (CDU)         | 12,137,148                         | 37.1 (#2)      | 12,079,535     | 36.6 (#2)       | 3,094,176       | 9.5 (#3)       | 3,115,652      | 9.5 (#3)        | 46.1            | 250 / 518 | ▼ 1       | Opoziție |          |
| 1972     | Rainer Barzel (CDU)                | 13,304,813                         | 35.7 (#2)      | 13,190,837     | 35.2 (#2)       | 3,620,625       | 9.7 (#3)       | 3,615,183      | 9.7 (#3)        | 44.9            | 234 / 518 | ▼ 16      | Opoziție |          |
| 1976     | Helmut Kohl (CDU)                  | 14,423,157                         | 38.3 (#2)      | 14,367,302     | 38.0 (#2)       | 4,008,514       | 10.6 (#3)      | 4,027,499      | 10.6 (#3)       | 48.6            | 254 / 518 | ▲ 20      | Opoziție |          |
| 1980     |                                    | Franz Josef Strauß (CSU)           | 13,467,207     | 35.6 (#2)      | 12,989,200      | 34.2 (#2)       | 3,941,365      | 10.4 (#3)      | 3,908,459       | 10.3 (#4)       | 44.5      | 237 / 519 | ▼ 17     | Opoziție |
| 1983     |                                    | Helmut Kohl (CDU)                  | 15,943,460     | 41.0 (#1)      | 14,857,680      | 38.1 (#2)       | 4,318,800      | 11.1 (#3)      | 4,140,865       | 10.6 (#3)       | 48.7      | 255 / 520 | ▲ 18     | Coaliție |
| 1987     | 14,168,527                         | Helmut Kohl (CDU)                  | 37.5 (#2)      | 13,045,745     | 34.4 (#2)       | 3,859,244       | 10.2 (#3)      | 3,715,827      | 9.8 (#3)        | 44.2            | 234 / 519 | ▼ 21      | Coaliție |          |
| 1990     | 17,707,574                         | Helmut Kohl (CDU)                  | 38.3 (#1)      | 17,055,116     | 36.7 (#1)       | 3,423,904       | 7.4 (#4)       | 3,302,980      | 7.1 (#4)        | 43.8            | 319 / 662 | ▲ 85      | Coaliție |          |
| 1994     | 17,473,325                         | Helmut Kohl (CDU)                  | 37.2 (#2)      | 16,089,960     | 34.2 (#2)       | 3,657,627       | 6.5 (#3)       | 3,427,196      | 7.3 (#3)        | 41.5            | 294 / 672 | ▼ 25      | Coaliție |          |
| 1998     | 15,854,215                         | Helmut Kohl (CDU)                  | 32.2 (#2)      | 14,004,908     | 28.4 (#2)       | 3,602,472       | 7.3 (#3)       | 3,324,480      | 6.8 (#3)        | 35.2            | 245 / 669 | ▼ 49      | Opoziție |          |
| 2002     |                                    | Edmund Stoiber (CSU)               | 15,336,512     | 32.1 (#2)      | 14,167,561      | 29.5 (#2)       | 4,311,178      | 9.0 (#3)       | 4,315,080       | 9.0 (#3)        | 38.5      | 248 / 603 | ▲ 3      | Opoziție |
| 2005     |                                    | Angela Merkel (CDU)                | 15,390,950     | 32.6 (#2)      | 13,136,740      | 27.8 (#2)       | 3,889,990      | 8.2 (#3)       | 3,494,309       | 7.4 (#6)        | 35.2      | 226 / 614 | ▼ 22     | Coaliție |
| 2009     | 13,856,674                         | Angela Merkel (CDU)                | 32.0 (#1)      | 11,828,277     | 27.3 (#1)       | 3,191,000       | 7.4 (#6)       | 2,830,238      | 6.5 (#6)        | 33.8            | 239 / 622 | ▲ 13      | Coaliție |          |
| 2013     | 16,233,642                         | Angela Merkel (CDU)                | 37.2 (#1)      | 14,921,877     | 34.1 (#1)       | 3,544,079       | 8.1 (#4)       | 3,243,569      | 7.4 (#5)        | 41.5            | 311 / 631 | ▲ 72      | Coaliție |          |
| 2017     | 14,027,804                         | Angela Merkel (CDU)                | 30.2 (#1)      | 12,445,832     | 26.8 (#1)       | 3,255,604       | 7.0 (#6)       | 2,869,744      | 6.2 (#7)        | 32.9            | 246 / 709 | ▼ 65      | Coaliție |          |
| 2021     | Armin Laschet (CDU)                | 10,445,571                         | 22.5 (#2)      | 8,770,980      | 18.9 (#2)       | 2,787,904       | 6.0 (#6)       | 2,402,826      | 5.2 (#7)        | 24.1            | 197 / 735 | ▼ 50      | Opoziție |          |
| 2025     | Friedrich Merz (CDU)               | 12,601,967                         | 25.5 (#1)      | 11,194,700     | 22.6 (#1)       | 3,271,730       | 6.6 (#6)       | 2,963,732      | 6.0 (#6)        | 28.5            | 208 / 630 | ▲ 11      | Coaliție |          |

### Parlamentul European
| Alegeri | CDU        | CDU       | CSU       | CSU       | CDU/CSU | CDU/CSU | CDU/CSU |
| Alegeri | Voturi     | %         | Voturi    | %         | %       | Locuri  | +/–     |
| ------- | ---------- | --------- | --------- | --------- | ------- | ------- | ------- |
| 1979    | 10,883,085 | 39.1 (#2) | 2,817,120 | 10.1 (#3) | 49.2    | 40 / 78 |         |
| 1984    | 9,308,411  | 37.5 (#1) | 2,109,130 | 8.5 (#3)  | 46.0    | 39 / 78 | ▼ 1     |
| 1989    | 8,332,846  | 29.5 (#2) | 2,326,277 | 8.2 (#4)  | 37.7    | 31 / 78 | ▼ 8     |
| 1994    | 11,346,073 | 32.0 (#2) | 2,393,374 | 6.8 (#4)  | 38.8    | 47 / 99 | ▲ 15    |
| 1999    | 10,628,224 | 39.3 (#1) | 2,540,007 | 9.4 (#4)  | 48.7    | 53 / 99 | ▲ 6     |
| 2004    | 9,412,997  | 36.5 (#1) | 2,063,900 | 8.0 (#4)  | 44.5    | 49 / 99 | ▼ 4     |
| 2009    | 8,071,391  | 30.7 (#1) | 1,896,762 | 7.2 (#6)  | 37.9    | 42 / 99 | ▼ 7     |
| 2014    | 8,807,500  | 30.0 (#1) | 1,567,258 | 5.3 (#6)  | 35.4    | 34 / 96 | ▼ 8     |
| 2019    | 8,437,093  | 22.6 (#1) | 2,354,816 | 6.3 (#5)  | 28.9    | 29 / 96 | ▼ 5     |
| 2024    | 9,431,567  | 23.7 (#1) | 2,513,300 | 6.3 (#5)  | 30.0    | 29 / 96 | ▬ 0     |